# Pridněstrovje
Pridněstrovje (rusky Республиканская газета "Приднестровье", česky Republikové noviny "Podněstří") je oficiální státní deník mezinárodně neuznané Podněsterské moldavské republiky. Vychází v ruském jazyce denně kromě neděle jako orgán Nejvyššího sovětu a prezidenta. Vychází v Tiraspolu. Noviny byly založeny zákonem roku 1994 spolu s oficiálním státním týdeníkem Adevărul Nistrean (Адевэрул нистрян), který vychází v moldavštině psané cyrilicí, a ukrajinským týdeníkem Homin (Гомiн).